# 乌拉尔姬鼠
乌拉尔姬鼠（学名：Apodemus uralensis），也称小眼姬鼠，一种分布于从中欧至中国新疆之间广阔地区的小型哺乳动物，隶属于鼠科姬鼠属。本种原被视为小林姬鼠（Apodemus sylvaticus）的一个亚种，现提升为独立种，且将小林姬鼠北疆亚种（Apodemus sylvaticus tscherga）和小林姬鼠南疆亚种（Apodemus sylvaticus nangkiangensis）都视为本种的同物异名。